# Satyrichthys quadratorostratus
Satyrichthys quadratorostratus är en fiskart som först beskrevs av Pierre Fourmanoir och Rivaton, 1979.  Satyrichthys quadratorostratus ingår i släktet Satyrichthys och familjen Peristediidae. Inga underarter finns listade i Catalogue of Life.